# 香月一也
香月 一也（かつき かずや、1996年4月16日 - ）は、福岡県遠賀郡水巻町出身のプロ野球選手（内野手・育成選手）。右投左打。オリックス・バファローズ所属。

## 経歴
小学2年生の時に兄の影響で野球を始め、当時は投手。6年時には「福岡ソフトバンクホークスジュニア」でプレーした。中学校時代は「八幡中央ボーイズ（現・八幡ひびきのボーイズ）」に所属し、3年時には世界大会に出場した。
大阪桐蔭高校入学後は野手に専念、1年時からベンチ入りし、2年時の春の選抜大会後にレギュラーを獲得した。夏の第95回選手権大会では全3試合に5番または6番・二塁手で先発出場、計11打数5安打1打点、打率.455の成績だった。副主将として迎えた3年時の夏の第96回選手権大会では全6試合に3番・三塁手で先発出場、27打数12安打10打点1本塁打、打率.444の成績で、チームの優勝に貢献した。野球部には2学年先輩に藤浪晋太郎、澤田圭佑、1学年先輩に森友哉、同期に正隨優弥、1学年後輩に青柳昴樹、プロでもチームメイトとなる福田光輝がいる。高校通算30本塁打。
2014年9月1日から6日までアジア野球連盟の主催でタイのバンコクで行われた第10回18Uアジア野球選手権大会では日本代表メンバーに選ばれ、全5試合に5番・三塁手で先発出場し、準優勝に貢献した。この時のクリーンナップは3番・岸田行倫、4番・岡本和真で、いずれも後に巨人でチームメイトとなった。
2014年10月23日に行われたプロ野球ドラフト会議で千葉ロッテマリーンズから5巡目指名を受け、契約金3000万円、年俸500万円（金額は推定）で合意し、入団。背番号は57に決まった。チームには同姓の香月良仁がいたため、背ネームがK.KATSUKI、スコアボード表記が香月一となった。なお、良仁の退団後も背ネームとスコアボード表記はそのままであった。

### ロッテ時代

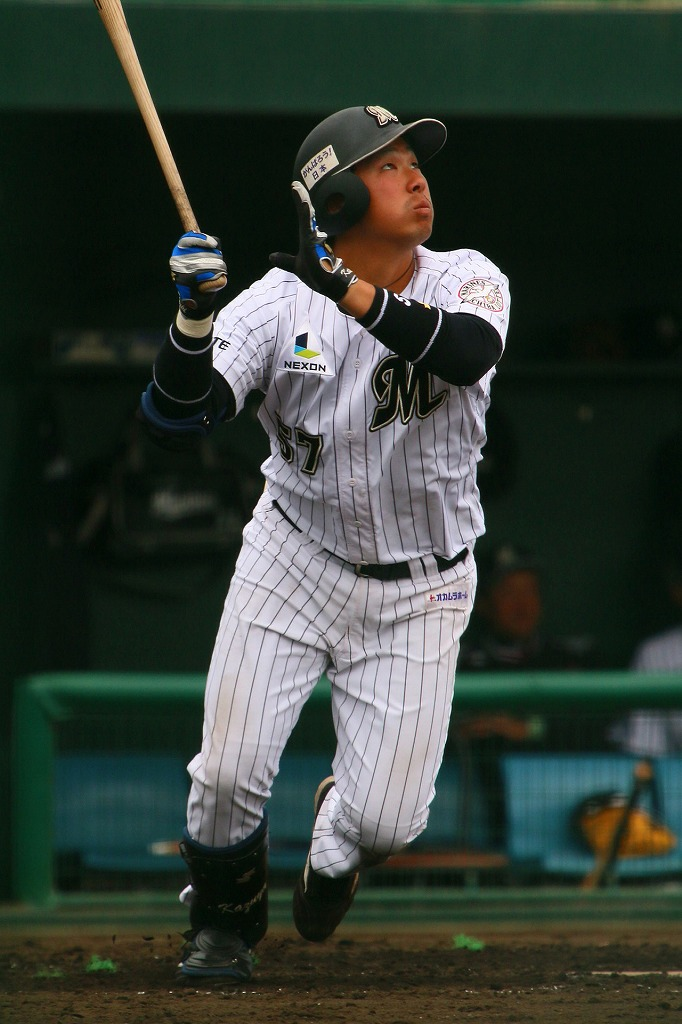
ロッテ時代（2015年3月27日）

2015年、3月7日にチームの新人お披露目イベントに出席、その後行われたオープン戦・対福岡ソフトバンクホークス戦にベンチ入り。7回裏に代打で出場し結果は四球だった。これがチームの本拠地QVCマリンフィールドでの初出場だった。6月29日に行われた「侍ジャパン大学日本代表 対 NPB選抜」ではNPB選抜に選出され、8回に代打で出場し、左翼手への飛球で凡退した。二軍では93試合に出場し、打率.227、3本塁打、22打点を記録した。
2016年、イースタン・リーグではリーグ2位の安打数（115）、同4位となる打率（.281）を記録。同年9月26日に初めて出場選手登録され、同日の対ソフトバンク戦に9番・三塁手でプロ初出場・初先発出場し、3回裏に迎えた初打席で初安打（左前安打）を放った。一軍では2試合出場で6打数1安打3三振に終わったものの、二軍では112試合に出場し、打率.281、6本塁打、52打点を記録した。
2017年は19試合に出場し、打率.195、2打点を記録。
2018年、3月14日に行われた法政大学との練習試合において走塁時に左手を負傷し、3月29日に左手親指靭帯断裂形成手術を受けた。6月より外野の守備にも挑戦し、7月9日の東京ヤクルト戦では左翼で先発出場すると、18日の読売ジャイアンツ戦では5回二死二塁で増田大輝のレフト前ヒットを本塁へ返球し、辻東倫を本塁上でタッチアウトにし、外野手として初補殺を記録した。ルーキーシーズン以来となる一軍出場なしに終わった。
2019年、7月3日のオリックス戦でプロ初本塁打となる3ランを記録。シーズン通算では、自己最多となる26試合に出場し、打率.152、1本塁打、3打点を記録した。オフに、50万円増の推定年俸650万円で契約を更改した。
2020年、二軍では43試合に出場し、打率.286、5本塁打、27打点を記録していたが、一軍登録はされずにいた。

### 巨人時代

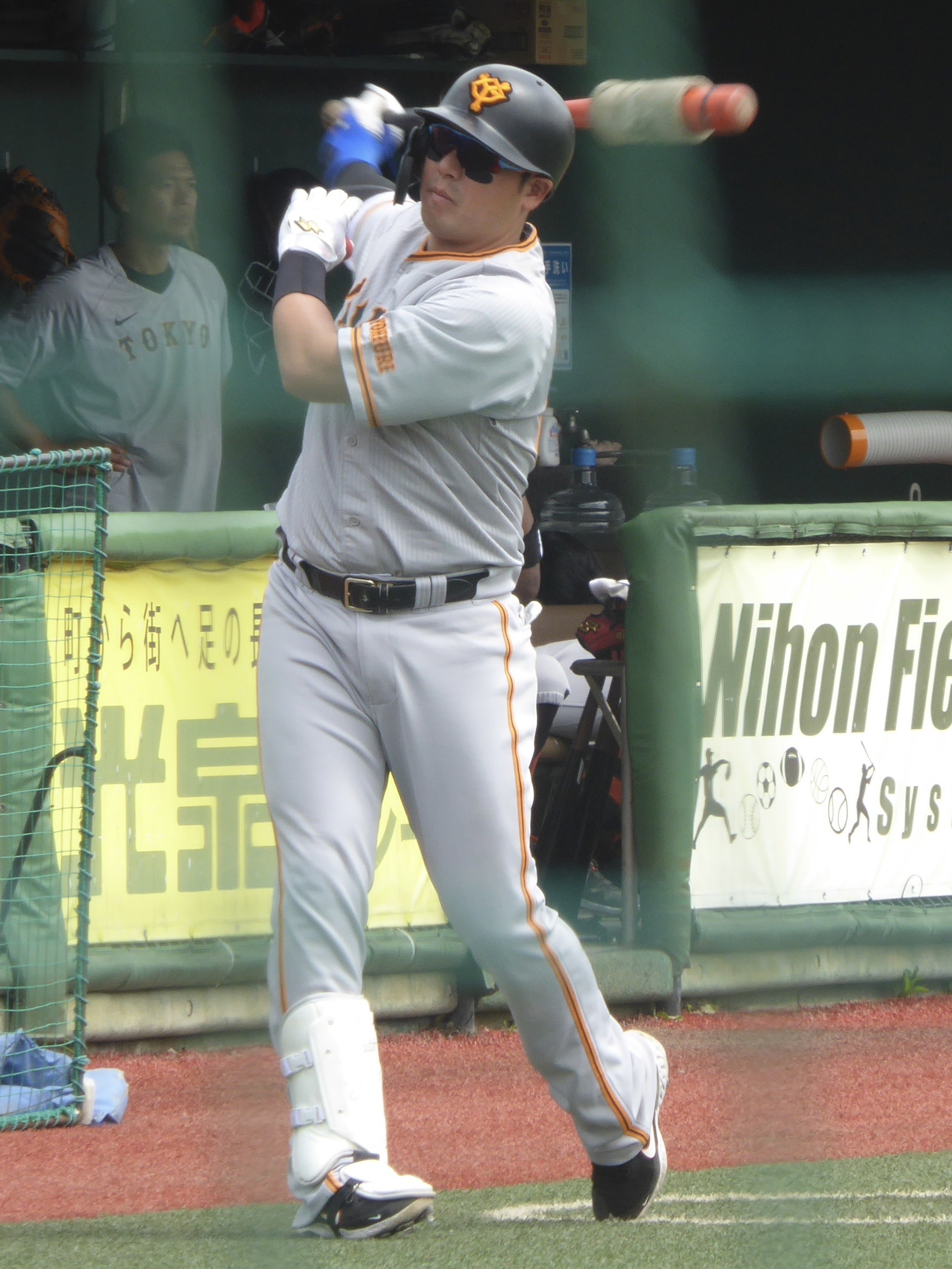
読売ジャイアンツ時代
（2023年8月10日 ウェルファムフーズ森林どりスタジアム泉）

2020年9月7日、澤村拓一とのトレードで読売ジャイアンツへ移籍。実績のみならず、推定年俸に約1億4750万円もの開きがある「格差トレード」として話題になった。背番号は68となった。9月25日の中日戦に代打として移籍後初出場。最終的に、一軍では8試合出場、9打数0安打でシーズンを終えた。移籍以降、二軍では20試合出場、打率.400、6本塁打、21打点を記録。オフに、50万円増の推定年俸700万円で契約を更改し、背番号が66に変更されることが発表された。
2021年、4月6日の阪神戦で西勇輝から移籍後初本塁打を放つと、22日の同カードでは本拠地での自身初本塁打を放ち、初めてお立ち台に上がった。4月度はたびたび5番・一塁で先発起用されるなど15試合に出場し、打率.286、3本塁打、6打点、OPS1.004の成績を挙げていたが、26日に出場選手登録を抹消された。5月11日に再度一軍に合流。5月16日、5回裏に戸根千明の代打として出場すると、6回表からはプロ入り後初の二塁手としてプレーした。9月20日のヤクルトとの二軍戦で守備時に左肩を負傷し、脱臼癖を治すために手術を受けたため、11月15日、育成選手への移行を前提として自由契約とすることを通告され、12月9日に500万円増となる推定年俸1200万円で育成選手として再契約した。背番号は066に変更。
2022年、春季キャンプは前述の故障に伴い故障班でのスタートとなったが、順調に快復し、二軍公式戦では3月28日までに15打数4安打・打率.267を記録。同29日に支配下登録への復帰が発表され、併せて背番号も66に戻ることとなった。しかし、シーズンで15試合出場と出場機会は減少し、本塁打も記録できなかった。同年オフの秋季キャンプでは下半身強化のために捕手に混ざって練習し、キャンプ終盤には正捕手の不測の事態に備えるという目的でブルペンに入ることもあった。
2023年、5月28日に一軍登録されたが、出場機会がないまま6月2日に登録抹消となり、以降は一軍昇格なしのままシーズンを終え、10月13日に戦力外通告を受けた。

### オリックス時代
2023年12月6日、オリックス・バファローズに育成選手として入団することが発表された。背番号は126。
2024年は、二軍（ウエスタン・リーグ）で67試合に出場し、打率.267、2本塁打、17打点の成績で、支配下復帰までには至らなかった。

## 選手としての特徴・人物
力強いフルスイングから放たれる長打力が持ち味。
高校時代、1年先輩の森友哉の打撃フォームを参考にしていた。
「がむしゃら」をモットーにプレーする。
明るい性格でチームのムードメーカー的存在である。
愛称は「かつ」。またはロッテ入団時、高校時代に同じ大阪桐蔭出身の中村剛也に似ていると言われたことがあるというエピソードと、ロッテのお菓子「コアラのマーチ」のキャラクターにちなんで「おかわりコアラ」という愛称を球団職員につけられた（おかわりの部分は中村剛也の愛称にちなむ）。なお、自身も白米好きで大食漢。

## 詳細情報

### 年度別打撃成績
| 年 度     | 球 団     | 試 合 | 打 席 | 打 数 | 得 点 | 安 打 | 二 塁 打 | 三 塁 打 | 本 塁 打 | 塁 打 | 打 点 | 盗 塁 | 盗 塁 死 | 犠 打 | 犠 飛 | 四 球 | 敬 遠 | 死 球 | 三 振 | 併 殺 打 | 打 率 | 出 塁 率 | 長 打 率 | O P S |
| --------- | --------- | ----- | ----- | ----- | ----- | ----- | -------- | -------- | -------- | ----- | ----- | ----- | -------- | ----- | ----- | ----- | ----- | ----- | ----- | -------- | ----- | -------- | -------- | ----- |
| 2016      | ロッテ    | 2     | 6     | 6     | 0     | 1     | 0        | 0        | 0        | 1     | 0     | 0     | 0        | 0     | 0     | 0     | 0     | 0     | 3     | 0        | .167  | .167     | .167     | .333  |
| 2017      | ロッテ    | 19    | 42    | 41    | 1     | 8     | 0        | 0        | 0        | 8     | 2     | 0     | 0        | 1     | 0     | 0     | 0     | 0     | 6     | 1        | .195  | .195     | .195     | .390  |
| 2019      | ロッテ    | 26    | 33    | 33    | 3     | 5     | 0        | 0        | 1        | 8     | 3     | 0     | 0        | 0     | 0     | 0     | 0     | 0     | 9     | 0        | .152  | .152     | .242     | .394  |
| 2020      | 巨人      | 8     | 9     | 9     | 0     | 0     | 0        | 0        | 0        | 0     | 0     | 0     | 0        | 0     | 0     | 0     | 0     | 0     | 2     | 1        | .000  | .000     | .000     | .000  |
| 2021      | 巨人      | 39    | 67    | 59    | 9     | 12    | 3        | 0        | 3        | 24    | 6     | 0     | 0        | 2     | 0     | 4     | 0     | 2     | 12    | 2        | .203  | .277     | .407     | .684  |
| 2022      | 巨人      | 15    | 37    | 35    | 5     | 7     | 2        | 0        | 0        | 9     | 2     | 0     | 0        | 0     | 0     | 2     | 0     | 0     | 8     | 0        | .200  | .243     | .257     | .500  |
| 通算：6年 | 通算：6年 | 109   | 194   | 183   | 18    | 33    | 5        | 0        | 4        | 50    | 13    | 0     | 0        | 3     | 0     | 6     | 0     | 2     | 40    | 4        | .180  | .215     | .273     | .488  |

- 2024年度シーズン終了時

### 年度別守備成績
| 年 度 | 球 団  | 一塁  | 一塁  | 一塁  | 一塁  | 一塁  | 一塁     | 二塁  | 二塁  | 二塁  | 二塁  | 二塁  | 二塁     | 三塁  | 三塁  | 三塁  | 三塁  | 三塁  | 三塁     |
| 年 度 | 球 団  | 試 合 | 刺 殺 | 補 殺 | 失 策 | 併 殺 | 守 備 率 | 試 合 | 刺 殺 | 補 殺 | 失 策 | 併 殺 | 守 備 率 | 試 合 | 刺 殺 | 補 殺 | 失 策 | 併 殺 | 守 備 率 |
| ----- | ------ | ----- | ----- | ----- | ----- | ----- | -------- | ----- | ----- | ----- | ----- | ----- | -------- | ----- | ----- | ----- | ----- | ----- | -------- |
| 2016  | ロッテ | -     | -     | -     | -     | -     | -        | -     | -     | -     | -     | -     | -        | 2     | 0     | 3     | 1     | 1     | .750     |
| 2017  | ロッテ | 11    | 61    | 7     | 1     | 8     | .986     | -     | -     | -     | -     | -     | -        | 4     | 2     | 0     | 0     | 0     | 1.000    |
| 2019  | ロッテ | 7     | 16    | 2     | 0     | 1     | 1.000    | -     | -     | -     | -     | -     | -        | 4     | 0     | 3     | 1     | 1     | .750     |
| 2020  | 巨人   | 2     | 9     | 0     | 0     | 1     | 1.000    | -     | -     | -     | -     | -     | -        | 1     | 1     | 1     | 0     | 0     | 1.000    |
| 2021  | 巨人   | 16    | 95    | 6     | 0     | 4     | 1.000    | 5     | 2     | 4     | 0     | 0     | 1.000    | 4     | 3     | 1     | 0     | 0     | 1.000    |
| 2022  | 巨人   | 12    | 86    | 3     | 0     | 6     | 1.000    | -     | -     | -     | -     | -     | -        | 2     | 0     | 0     | 0     | 0     | ----     |
| 通算  | 通算   | 48    | 267   | 18    | 1     | 20    | .997     | 5     | 2     | 4     | 0     | 0     | 1.000    | 17    | 6     | 8     | 2     | 2     | .875     |

- 2024年度シーズン終了時

### 記録
初記録
- 初出場・初先発出場：2016年9月26日、対福岡ソフトバンクホークス23回戦（QVCマリンフィールド）、9番・三塁手で先発出場
- 初打席・初安打：同上、3回裏に攝津正から左前安打
- 初打点：2017年4月23日、対オリックス・バファローズ5回戦（ZOZOマリンスタジアム）、7回裏に井上晴哉の代打で出場、山岡泰輔から遊撃ゴロの間に記録
- 初本塁打：2019年7月3日、対オリックス・バファローズ11回戦（京セラドーム大阪）、3回表に吉田一将から右越3ラン

### 背番号
- 57（2015年 - 2020年9月7日）
- 68（2020年9月8日 - 同年終了）
- 66（2021年、2022年3月29日 - 2023年）
- 066（2022年 - 2022年3月28日）
- 126（2024年 - ）

### 代表歴
アマチュア時代
- 第10回18Uアジア野球選手権大会 日本代表